# Store göl (Stenberga socken, Småland)
Store göl är en sjö i Vetlanda kommun i Småland och ingår i Emåns huvudavrinningsområde. Sjön är 4 meter djup, har en yta på 0,0607 kvadratkilometer och befinner sig 180 meter över havet.

## Delavrinningsområde
Store göl ingår i det delavrinningsområde (634807-147878) som SMHI kallar för Utloppet av Stora Granesjön. Medelhöjden är 192 meter över havet och ytan är 27,32 kvadratkilometer. Räknas de 9 delavrinningsområdena uppströms in blir den ackumulerade arean 159,73 kvadratkilometer. Gårdvedaån som avvattnar avrinningsområdet har biflödesordning 2, vilket innebär att vattnet flödar genom totalt 2 vattendrag innan det når havet efter 129 kilometer. Delavrinningsområdet består mestadels av skog (82 %). Avrinningsområdet har 0,95 kvadratkilometer vattenytor vilket ger det en sjöprocent på 3,5 %.